# Julia Simon
Julia Simon, född 9 oktober 1996 i Albertville, är en fransk skidskytt som debuterade i Världscupen i skidskytte i januari 2017.
Simon tog sin första pallplats i världscupen då hon ingick i det franska lag som blev trea i stafetten den 16 december 2018 i Hochfilzen i Österrike. Sin första individuella pallplats i världscupen tog Simon den 5 december 2019 då hon blev trea på distanstävlingen i Östersund. Den 14 mars 2020 vann hon sin första individuella världscuptävling då hon vann jaktstarten i Kontiolax.

## Resultat

### Pallplatser i världscupen

#### Individuellt
Simon har 11 individuella pallplatser i världscupen: fyra segrar, fyra andraplatser och tre tredjeplatser.
| Säsong  | Datum            | Plats            | Disciplin          | Placering |
| ------- | ---------------- | ---------------- | ------------------ | --------- |
| 2019/20 | 5 december 2019  | Östersund        | Distans (15 km)    | 3:a       |
| 2019/20 | 9 januari 2020   | Oberhof          | Sprint (7,5 km)    | 3:a       |
| 2019/20 | 14 mars 2020     | Kontiolax        | Jaktstart (10 km)  | 1:a       |
| 2020/21 | 13 december 2020 | Hochfilzen       | Jaktstart (10 km)  | 3:a       |
| 2020/21 | 17 januari 2021  | Oberhof          | Masstart (12,5 km) | 1:a       |
| 2020/21 | 23 januari 2021  | Antholz          | Masstart (12,5 km) | 1:a       |
| 2021/22 | 18 december 2021 | Le Grand-Bornand | Jaktstart (10 km)  | 2:a       |
| 2021/22 | 19 december 2021 | Le Grand-Bornand | Masstart (12,5 km) | 2:a       |
| 2021/22 | 7 januari 2022   | Oberhof          | Sprint (7,5 km)    | 2:a       |
| 2021/22 | 21 januari 2022  | Antholz          | Distans (15 km)    | 2:a       |
| 2021/22 | 11 mars 2022     | Otepää           | Sprint (7,5 km)    | 1:a       |

#### Lag
I lag har Simon 16 pallplatser i världscupen: sex segrar, tre andraplatser och sju tredjeplatser.
| Säsong  | Datum            | Plats                | Disciplin        | Placering | Lagkamrat(er)                                   |
| ------- | ---------------- | -------------------- | ---------------- | --------- | ----------------------------------------------- |
| 2018/19 | 16 december 2018 | Hochfilzen           | Stafett          | 3:a       | A. Chevalier / Aymonier / Bescond               |
| 2018/19 | 19 januari 2019  | Ruhpolding           | Stafett          | 1:a       | Bescond / Braisaz / A. Chevalier                |
| 2018/19 | 8 februari 2019  | Canmore              | Stafett          | 3:a       | A. Chevalier / Braisaz / Bescond                |
| 2018/19 | 17 februari 2019 | Salt Lake City       | Singelmixstafett | 3:a       | Antonin Guigonnat                               |
| 2019/20 | 11 januari 2020  | Oberhof              | Stafett          | 3:a       | Bescond / Aymonier / Braisaz                    |
| 2019/20 | 17 januari 2020  | Ruhpolding           | Stafett          | 2:a       | Bescond / Aymonier / Braisaz                    |
| 2019/20 | 25 januari 2020  | Pokljuka             | Mixstafett       | 1:a       | Fillon Maillet / Desthieux / Braisaz            |
| 2019/20 | 7 mars 2020      | Nové Město na Moravě | Stafett          | 2:a       | Braisaz / C. Chevalier / Bescond                |
| 2020/21 | 12 december 2020 | Hochfilzen           | Stafett          | 2:a       | Bescond / Braisaz / A. Chevalier                |
| 2020/21 | 10 januari 2021  | Oberhof              | Singelmixstafett | 1:a       | Émilien Jacquelin                               |
| 2020/21 | 24 januari 2021  | Antholz              | Stafett          | 3:a       | Bescond / Chevalier-Bouchet / Braisaz-Bouchet   |
| 2020/21 | 18 februari 2021 | Pokljuka (VM)        | Singelmixstafett | 1:a       | Antonin Guigonnat                               |
| 2020/21 | 4 mars 2021      | Nové Město na Moravě | Stafett          | 3:a       | Bescond / Braisaz-Bouchet / Chevalier           |
| 2021/22 | 5 december 2021  | Östersund            | Stafett          | 1:a       | Bescond / Chevalier-Bouchet / Braisaz-Bouchet   |
| 2021/22 | 8 januari 2022   | Oberhof              | Mixstafett       | 3:a       | Guigonnat / Desthieux / Bescond                 |
| 2021/22 | 14 januari 2022  | Ruhpolding           | Stafett          | 1:a       | Chevalier-Bouchet / Chevalier / Braisaz-Bouchet |

### Världsmästerskap
| Tävling                   | Distans | Sprint | Jaktstart | Masstart | Stafett | Mixstafett | Singelmix |
| ------------------------- | ------- | ------ | --------- | -------- | ------- | ---------- | --------- |
| Östersund 2019            | 24:e    | 61:a   | —         | —        | 8:e     | 8:e        | 7:e       |
| Antholz 2020              | 31:a    | 41:a   | 35:e      | 5:e      | 14:e    | 7:e        | —         |
| Pokljuka 2021             | —       | 28:e   | 22:a      | 16:e     | 8:e     | 5:e        | Guld      |
| Oberhof 2023              | 5:e     | 10:e   | Guld      | Brons    | 4:e     | Brons      | —         |
| Nové Město na Moravě 2024 | Brons   | Guld   | Guld      | 4:e      | Guld    | Guld       | —         |
| Lenzerheide 2025          | Guld    | 7:e    | 12:e      |          | Guld    | Guld       | Guld      |